# Campeonato Uruguayo de Primera División 1962
El Campeonato Uruguayo 1962 fue el 58° torneo de Primera División del fútbol uruguayo, correspondiente al año 1962. Contó con la participación de 10 equipos, los cuales se enfrentaron en sistema de todos contra todos a dos ruedas.
El campeón fue el Club Atlético Peñarol que sumó su quinto título consecutivo. Al mismo tiempo se clasificó para la Copa de Campeones de América 1963. A su vez consiguió su primer Quinquenio de Oro, igualando así al Club Nacional de Football con este récord.

## Participantes

### Ascensos y descensos
| Equipo  | Ascendido como                      |
| ------- | ----------------------------------- |
| Central | Campeón de la Segunda División 1961 |

| Equipo               | Descendido como           |
| -------------------- | ------------------------- |
| Montevideo Wanderers | 10° Primera División 1961 |

## Campeonato

### Tabla de posiciones
| Pos. | Equipo         | PJ | PG | PE | PP | GF | GC | Dif. | Pts. |
| ---- | -------------- | -- | -- | -- | -- | -- | -- | ---- | ---- |
| 1º   | Peñarol        | 18 | 16 | 1  | 1  | 54 | 9  | +45  | 33   |
| 2º   | Nacional       | 18 | 12 | 3  | 3  | 43 | 24 | +19  | 27   |
| 3º   | Fénix          | 18 | 8  | 2  | 8  | 26 | 36 | -10  | 18   |
| 4º   | Defensor       | 18 | 5  | 7  | 6  | 28 | 23 | +5   | 17   |
| 5º   | Racing         | 18 | 4  | 9  | 5  | 30 | 34 | -4   | 17   |
| 6º   | Cerro          | 18 | 6  | 5  | 7  | 25 | 29 | -4   | 17   |
| 7º   | Rampla Juniors | 18 | 6  | 3  | 9  | 24 | 33 | -9   | 15   |
| 8º   | Liverpool      | 18 | 5  | 5  | 8  | 24 | 37 | -13  | 15   |
| 9º   | Central        | 18 | 4  | 3  | 11 | 19 | 31 | -12  | 11   |
| 10º  | Danubio        | 18 | 4  | 2  | 12 | 17 | 34 | -17  | 10   |

|  | Campeón Uruguayo.             |
|  | Desciende a Segunda División. |

|                                                   |
| Uruguay                                           |
| Campeón Uruguayo 1962 Peñarol 25.to título de AUF |

### Fixture
| Central        | 1–1 | Cerro     |
| Fénix          | 2–1 | Liverpool |
| Nacional       | 3–1 | Danubio   |
| Peñarol        | 2–0 | Racing    |
| Rampla Juniors | 2–1 | Defensor  |

| Cerro          | 2–2 | Racing    |
| Defensor       | 4–2 | Danubio   |
| Nacional       | 3–1 | Fénix     |
| Peñarol        | 6–2 | Liverpool |
| Rampla Juniors | 2–0 | Central   |

| Defensor | 2–1 | Liverpool      |
| Fénix    | 2–1 | Rampla Juniors |
| Nacional | 3–0 | Cerro          |
| Peñarol  | 2–0 | Central        |
| Racing   | 2–1 | Danubio        |

| Cerro     | 1–0 | Danubio        |
| Defensor  | 2–2 | Peñarol        |
| Fénix     | 3–3 | Racing         |
| Liverpool | 1–0 | Central        |
| Nacional  | 1–0 | Rampla Juniors |

| Fénix     | 2–1 | Defensor       |
| Liverpool | 3–0 | Danubio        |
| Nacional  | 2–1 | Central        |
| Peñarol   | 4–0 | Cerro          |
| Racing    | 2–2 | Rampla Juniors |

| Cerro    | 5–0 | Liverpool      |
| Defensor | 2–2 | Nacional       |
| Fénix    | 3–1 | Danubio        |
| Peñarol  | 1–0 | Rampla Juniors |
| Racing   | 2–0 | Central        |

| Cerro     | 4–1 | Fénix          |
| Defensor  | 2–0 | Central        |
| Liverpool | 2–1 | Rampla Juniors |
| Nacional  | 4–1 | Racing         |
| Peñarol   | 3–0 | Danubio        |

| Cerro     | 2–0 | Defensor       |
| Danubio   | 3–2 | Rampla Juniors |
| Fénix     | 3–2 | Central        |
| Liverpool | 1–1 | Racing         |
| Peñarol   | 4–1 | Nacional       |

| Central        | 2–1 | Danubio  |
| Defensor       | 2–2 | Racing   |
| Fénix          | 2–1 | Peñarol  |
| Liverpool      | 1–0 | Nacional |
| Rampla Juniors | 2–0 | Cerro    |

| Central        | 2–0 | Cerro    |
| Liverpool      | 2–0 | Fénix    |
| Nacional       | 3–0 | Danubio  |
| Peñarol        | 2–0 | Racing   |
| Rampla Juniors | 1–0 | Defensor |

| Cerro          | 4–2 | Racing    |
| Danubio        | 1–0 | Defensor  |
| Nacional       | 4–2 | Fénix     |
| Peñarol        | 4–1 | Liverpool |
| Rampla Juniors | 1–0 | Central   |

| Danubio  | 0–0 | Racing         |
| Defensor | 3–0 | Liverpool      |
| Fénix    | 0–0 | Rampla Juniors |
| Nacional | 3–1 | Cerro          |
| Peñarol  | 1–0 | Central        |

| Central  | 3–2 | Liverpool      |
| Cerro    | 2–1 | Danubio        |
| Nacional | 3–1 | Rampla Juniors |
| Peñarol  | 1–0 | Defensor       |
| Racing   | 2–1 | Fénix          |

| Danubio  | 1–1 | Liverpool      |
| Defensor | 4–0 | Fénix          |
| Nacional | 4–1 | Central        |
| Peñarol  | 4–0 | Cerro          |
| Racing   | 4–2 | Rampla Juniors |

| Central  | 2–2 | Racing         |
| Cerro    | 1–1 | Liverpool      |
| Danubio  | 2–0 | Fénix          |
| Defensor | 1–1 | Nacional       |
| Peñarol  | 9–0 | Rampla Juniors |

| Central        | 2–2 | Defensor  |
| Fénix          | 1–0 | Cerro     |
| Nacional       | 4–3 | Racing    |
| Peñarol        | 2–0 | Danubio   |
| Rampla Juniors | 5–2 | Liverpool |

| Cerro     | 1–1 | Defensor       |
| Danubio   | 2–1 | Rampla Juniors |
| Fénix     | 2–1 | Central        |
| Liverpool | 1–1 | Racing         |
| Peñarol   | 2–0 | Nacional       |

| Central   | 2–1 | Danubio        |
| Cerro     | 1–1 | Rampla Juniors |
| Defensor  | 1–1 | Racing         |
| Liverpool | 2–2 | Nacional       |
| Peñarol   | 4–1 | Fénix          |

### Equipos clasificados

#### Copa de Campeones de América 1963
|   | Equipo  | Clasificación como            |
| - | ------- | ----------------------------- |
| 1 | Peñarol | Campeón Primera División 1962 |

## Tabla del descenso
El equipo de Central, a pesar de duplicar los puntos no logró permanecer en Primera División, posicionándose último en la tabla del descenso.
| Pos. | Equipo         | Pts. 1961 | Pts. 1962 | Total |
| ---- | -------------- | --------- | --------- | ----- |
| 1º   | Peñarol        | 30        | 33        | 63    |
| 2º   | Nacional       | 27        | 27        | 54    |
| 3º   | Defensor       | 23        | 17        | 40    |
| 4º   | Cerro          | 16        | 17        | 33    |
| 5º   | Racing         | 15        | 17        | 32    |
| 6º   | Rampla Juniors | 15        | 15        | 30    |
| 7º   | Fénix          | 11        | 18        | 29    |
| 8º   | Liverpool      | 14        | 15        | 29    |
| 9º   | Danubio        | 17        | 10        | 27    |
| 10º  | Central        | 1a B      | 11        | 22    |